# Соціалістична єдина партія Німеччини
Соціалістична єдина партія Німеччини (нім. Sozialistische Einheitspartei Deutschlands вимова [zotsi̯aˈlɪstɪʃə ˈʔaɪnhaɪtspaʁˌtaɪ ˈdɔʏtʃlants] ( прослухати), SED вимова [ˌɛsʔeːˈdeː] ( прослухати)) — була правлячою у Східної Німеччини марксистсько-леніністською політичною партією, створеної у 1946 році в радянській окупаційній зоні Німеччини внаслідок об'єднання комуністичної (КПН) та соціал-демократичної партій Німеччини. Грала провідну роль у будівництві соціалістичної системи в НДР. У 1990 році на її основі створена Партія демократичного соціалізму (ПДС), пізніше ще раз перейменована у партію «Ліві».

## Історія
СЄПН була заснована 21 квітня 1946 у результаті злиття членами Соціал-демократичної партії Німеччини (СДПН) і Комуністичної партії Німеччини (КПН), які проживали в радянській окупаційній зоні Німеччини та окупованому Радянським Союзом секторі Берліна. Об'єднавчий з'їзд обрав двох співголів, щоб представляли обидві партії: Вільгельм Пік, колишній лідер КПН, і Отто Гротеволь, лідер СДПН. Союз двох партій мав спочатку поширюватися на всю окуповану Німеччину, проте він був відхилений послідовно в трьох західних окупаційних зон, в яких обидві партії залишалися незалежними. Об'єднання двох партій, таким чином пройшло тільки в радянській зоні.
II з'їзд партії було скликано 20-24 липня 1947 року. Він прийняв свіжий статут партії і перетворив виконавчий комітету партії в ЦК. Третій з'їзд партії був скликаний у липні 1950 року і підкреслив важливість промислового прогресу. Промисловий сектор, у якому було задіяно 40% працездатного населення, був підданий подальшій націоналізації, яка призвела до утворення «народних підприємств» (нім. Volkseigener Betrieb, VEB). Ці підприємства охоплювали 75% промислового сектора. 
VI з'їзд партії було скликано 15-21 січня 1963 року. З'їзд схвалив нову програму партії і новий статут членства в партії. Вальтер Ульбріхт був переобраний першим секретарем партії.

## ПримІтки
1. ↑  Derbyshire, J Denis; Derbyshire, Ian (1989). Political Systems Of The World (PDF). Allied Publishers Limited. с. 115. ISBN 978-81-7023-307-7. Процитовано 31 січня 2025.
2. ↑  Gabriel Berger: Mir langt’s, ich gehe. Der Lebensweg eines DDR-Atomphysikers von Anpassung zu Aufruhr. Herder, Freiburg im Breisgau 1988, ISBN 3-451-08408-2, S. 42.
3. ↑  Rogers, Daniel E. (September 1993). Transforming the German Party System: The United States and the Origins of Political Moderation, 1945-1949. The Journal of Modern History. JSTOR. 65 (3): 512—541. doi:10.1086/244673. JSTOR 2124849. Процитовано 31 січня 2025. The far Left is more easily described, since after 1945 it presented only two parties to voters and the Allies: the KPD and the Socialist Unity Party (SED).
4. ↑  Dirk Jurich, Staatssozialismus und gesellschaftliche Differenzierung: eine empirische Studie, p.31. LIT Verlag Münster, 2006, ISBN 3825898938
5. ↑  Orlow, Dietrich (29 жовтня 2015). Socialist Reformers and the Collapse of the German Democratic Republic. Springer. ISBN 9781137574169.
6. ↑  Political Systems Of The World. Allied Publishers. с. 115–. ISBN 978-81-7023-307-7.